# Makoto Kobayashi (auteur)
Pour les articles homonymes, voir Makoto Kobayashi.
Ne doit pas être confondu avec Makoto Kobayashi (illustrateur).
Makoto Kobayashi (小林 まこと, Kobayashi Makoto) est un auteur de manga japonais né le 13 mai 1958 à Niigata.
Il est l'auteur des mangas  Michael ?! (ホワッツマイケル？, What's Michael?) et Stairway to Heaven.
Il reçut le Prix du manga Kōdansha en 1981 pour 1, 2 no Sanshirō (1・2の三四郎) et en 1986 pour Michael ?! à égalité avec L'Histoire des 3 Adolf d'Osamu Tezuka.